# Chirac (Lozère)
Chirac is een plaats en voormalige gemeente in het Franse departement Lozère in de regio Occitanie en telt 1080 inwoners (2004). De plaats maakt deel uit van het arrondissement Mende.

## Geschiedenis
De plaats ontwikkelde zich rond het benedictijner klooster Saint Sauveur de Chirac, gesticht in 1062. De gemeenschap leefde van de wijnbouw, de teelt van saffraan en de wolnijverheid. De transhumance van schapen ging door het dorp. In de 14e eeuw werd de zogenaamde Pont romain over de Colagne gebouwd.
Op 1 januari 2016 fuseerde de gemeente met Le Monastier-Pin-Moriès om de commune nouvelle Bourgs sur Colagne te vormen.

## Geografie
De oppervlakte van Chirac bedraagt 33,9 km², de bevolkingsdichtheid is 31,9 inwoners per km².
De plaats ligt aan het riviertje de Colagne.
De onderstaande kaart toont de ligging van Chirac (Lozère) met de belangrijkste infrastructuur en aangrenzende gemeenten.

## Demografie
Onderstaande figuur toont het verloop van het inwonertal.